# Alcaldía mayor de las Minas de Zaruma
La Alcaldía Mayor de las Minas de Zaruma (1582-1816) fue un antiguo feudo ultramarino y entidad territorial colonial del Imperio español de modalidad latifundista-arbitrista regida por el Derecho Indiano y subordinada plenamente al dominio político del Corregimiento de Loja en la dependencia jurídica de la Real Audiencia de Quito mediante la anexión a los Virreinatos del Perú y posteriormente al de Nueva Granada. Su función explícita de administración operativa únicamente se dedicaba a la explotación de yacimientos metalúrgicos y extracción de recursos auríferos en las Minas de metal que eran pertenencias posesorias de la Monarquía Española  por medio de las autoridades que la representaban en la institución omnipotestativa y multifacultativa conformada hacia localidades de las afueras y cercanías de la Villa Real de San Antonio del Cerro de Oro de Zaruma; la cual por incorporar el goce de cabildo colonial menor fue escogida ciudad sede por voluntad expresa del Rey de España y por sugerencia de su fundador Alonso de Mercadillo; su urbe comprendía el centro neurálgico de control y contabilidad beneficiaria e inspección en las cantidades de oro, plata y azogue que se producía ante la proporción territorial de cada mina, que eran pertenencia del Real Erario y Hacienda en el sistema de colonial de administración pública. Su dirigencia la ejerció el Alcalde Mayor de las Minas, de lo cual su propiedad de título era rentable por alquiler, tenía naturaleza hereditaria con derecho de venta y compra, o se ejercía ante los nombramientos del cabildo de Loja y de las autoridades conferidas de poder para realizar las competencias jerárquicas asignadas a los usos de excavación y perforación de las minas; éste cargo estuvo ligado siempre a la persona del Corregidor de Loja y sus jurisdicciones. El Quinto del Rey fue la forma de gobierno frecuente en pago y cobro de impuestos a quienes en manera privada o individual realizaron descubrimientos de otros yacimientos metalúrgicos dentro de la jurisdicción de la Alcaldía.